# حزب رزگاری
حزب رزگاری (Arabic: حزب رزکاری، romanized: Ḥizb Rizkārī; Kurdish: حزبی ڕزگاری، romanized: Ḧizbî R̄izgarî) یک گروه سیاسی لبنانی-کرد است که در ۳ آوریل ۱۹۷۵ توسط فیصل فخرو در تضاد با با سیاست‌های حزب دموکراتیک کردستان لبنان (KDP-L) تحت رهبری جمیل میهو تأسیس شد. اختلافات اصلی این   با حزب حزب دموکرات کردستان لبنان عبارت بودند از: ناکامی حزب دموکرات کردستان در جلب نظر کردهای غیر کرمانجی زبان، حمایت آن از پیشنهادهای دولت عراق در مناقشه کردها و اتهام خویشاوندسالاری در رهبری حزب دموکرات
حزب رزگاری پس از پایان جنگ داخلی لبنان به حیات خود ادامه داد و به عنوان تنها حزب سیاسی مورد حمایت کردهای لبنان باقی ماند. این حزب در مواضع با حزب‌الله لبنان و ائتلاف ۸ مارس همسو است.